# Czadziel
Czadziel (biał. Чадзель, Czadziel; ros. Чадель, Czadiel)  – wieś na Białorusi, w obwodzie brzeskim, w rejonie prużańskim, w sielsowiecie Suchopol.
W latach 1921–1939 należała do gminy Suchopol.
Według Powszechnego Spisu Ludności z 1921 roku wieś (łącznie z leśniczówką Czadziel) zamieszkiwało 44 osoby, wszystkie były wyznania prawosławnego. Jednocześnie wszyscy mieszkańcy zadeklarowali białoruską przynależność narodową. We wsi było 10 budynków mieszkalnych.